# 色楞金斯克
色楞金斯克（羅馬化：Selenginsk）是俄罗斯布里亚特共和国的市级镇，属卡班斯克区，位于色楞格河左岸，在共和国首府乌兰乌德西北、区行政中心卡班斯克东南。
该地2021年人口有13,499人；2010年人口14,546；2002年人口16,320；1989年人口15,233。